# جيف نيكلسون
جيف نيكلسون (بالإنجليزية: Jeff Nicholson)‏ هو فنان قصص مصورة أمريكي، ولد في 5 أكتوبر 1962.